# Richie Grant
Richie Grant (geboren am 9. November 1997 in Lumberton, Mississippi) ist ein US-amerikanischer American-Football-Spieler auf der Position des Safetys. Er spielt für die San Francisco 49ers in der National Football League. Zuvor spielte er College Football für UCF und wurde von den Atlanta Falcons in der zweiten Runde im NFL Draft 2021 ausgewählt.

## Frühe Jahre
Grant wurde in Lumberton, Mississippi geboren und verbrachte seine frühe Kindheit dort, bis er mit neun Jahren nach Fort Walton Beach, Florida zog. Er besuchte die Choctawhatchee High School, wo er für das Footballteam als Defensive Back und Wide Receiver spielte. Grant wurde von 247Sports als Zwei-Sterne-Rekrut bewertet. Er entschied sich, für die UCF Knights der University of Central Florida College Football zu spielen.

## College
Grant nahm in seinem ersten Jahr ein Redshirt, um ein Jahr länger die Spielberechtigung zu erhalten. In seiner ersten Saison spielte er meistens nur als Backup. Als Sophomore wurde er zum Starter befördert und am Ende der Saison in das First-Team All-AAC gewählt, nachdem er 109 Tackles machen und sechs Interceptions fangen konnte. Ebenso konnte er drei Fumbles verursachen und neun Pässe verteidigen. In der nächsten Saison wurde er wieder in das First-Team All-AAC gewählt. In seiner letzten Saison im Jahr 2020 wurde er zum dritten Mal in Folge in das First-Team All-AAC gewählt. Er konnte dabei 72 Tackles und 3,5 Tackles for Loss machen. Ebenso konnte er sechs interceptions fangen, sechs Pässe verteidigen, zwei Fumbles verursachen sowie zwei Fumbles aufnehmen.

## NFL
Grant wurde in der zweiten Runde mit dem 40. Pick im NFL Draft 2021 von den Atlanta Falcons ausgewählt. Am 18. Juni 2021 unterschrieb er einen Vierjahresvertrag.
Am ersten Spieltag gab er bei der 6:32-Niederlage gegen die Philadelphia Eagles sein NFL-Debüt. Am zehnten Spieltag der Saison, im Spiel gegen die Dallas Cowboys, konnte er seinen ersten Fumble gegen Runningback Ezekiel Elliott erzwingen. Am 17. Spieltag gelang ihm gegen Punter Andy Lee beim 20:19-Sieg gegen die Arizona Cardinals ein geblockter Punt.
In 67 Spielen für Atlanta in vier Jahren war Grant 33-mal Starter. Im März 2025 nahmen die San Francisco 49ers ihn unter Vertrag.